# Сан Вито (Тревизо)
Сан Вито (итал. San Vito) је насеље у Италији у округу Тревизо, региону Венето.
Према процени из 2011. у насељу је живело 1543 становника. Насеље се налази на надморској висини од 77 м.